# 59. јапанска армија
59. јапанска армија (јапански:第59軍 - Dai-gojyūkyu gun) је била армија у Царској Јапанској армији током финалних дана Другог светског рата.

## Историја
Јапанска 59-та армија је формирана 15. јуна 1945. године и била је потчињена јапанској 15-тој армијској области, као део последњег очајничког покушаја Јапана да спречи могућу инвазију савезничких снага на територију западног Хоншуа, током операције Даунфол. У њеном саставу су се већином налазили недовољно обучени резервисти, студенти и локална милиција. Она је демобилизована при предаји Јапана 15. августа 1945. године, и није имала прилику да учествује у борби.
Педесетдевета армија је у свом саставу имала следеће јединице (1945. године):
- 230-та пешадијска дивизија
- 231-ва пешадијска дивизија
- 124-та самостална мешовота бригада

## Главни официри

### Команданти армије
|   | Име                                | Од               | До               |
| - | ---------------------------------- | ---------------- | ---------------- |
| 1 | Генерал-потпуковник Јођи Фуџи      | 15. јун 1945.    | 6. август 1945.  |
| 2 | Генерал-потпуковник Теики Наканиши | 6. август 1945.  | 12. август 1945. |
| 3 | Генерал-потпуковник Ђицуо Тани     | 12. август 1945. | 15. август 1945. |

### Начелници штаба
|   | Име                                 | Од                  | До                  |
| - | ----------------------------------- | ------------------- | ------------------- |
| 1 | Генерал-мајор Такео Кађи            | 15. јун 1945.       | 5. јул 1945.        |
| 2 | Генерал-мајор Шуицу Мацумара        | 5. јул 1945.        | 18. септембар 1945. |
| 3 | Генерал-потпуковник Сабуро Кавамура | 18. септембар 1945. | 30. новембар 1945.  |